# Спенсер, Томас
Томас Спе́нсер (англ. Thomas Spenser; 1852, Скриптон, Йоркшир — 25 июля 1905, Веллингтон, Стаффордшир) — британский предприниматель. Один из основателей фирмы Marks & Spencer, крупной британской компании, которая занимается розничной торговлей.

## Биография
Родился в городе Скриптон (Йоркшир) в 1852 году. 
Работал в фирме Исаака Дьюхерста кассиром. В 1894 году бизнесмену Майклу Марксу понадобился инвестор для его нового дела. Первоначально он обратился к Исааку Дьюхерсту, но тот предложил своего кассира Спенсера. Спенсер решил, что если он вложит £300 в дело Маркса, это будет выгодная инвестиция. Бизнес был разделён между ними. 
Спенсер управлял офисом и складом. Маркс продолжил торговать, работать на рыночных прилавках. В своей работе Спенсер использовал  контакты, наработанные в фирме Дьюхерста. Это позволило ему получить выгодные цены на товары и иметь дело напрямую с производителями. Спенсер и Маркс открыли магазины в Манчестере, Бирмингеме, Ливерпуле, Мидлсбро, Шеффилде, Бристоле, Халле, Сандерленде и Кардиффе. Новый склад в Манчестере был построен в 1897 году. Этот магазин стал центром бизнес-империи, которая имела тридцать шесть ветвей. Новые магазины были построены в Брэдфорде, Лестере, Нортгемптон, Престон, и Суонси. В Лондоне в общей сложности было семь филиалов.
В 1903 году инвестиция Томаса Спенсера выросла с £300 до £15000, в этом же году он покинул фирму.
Скончался 25 июля 1905 года в город Веллингтон графства Стаффордшир
Его жена Ангела Спенсер (ум. 1959) занималась благотворительностью.

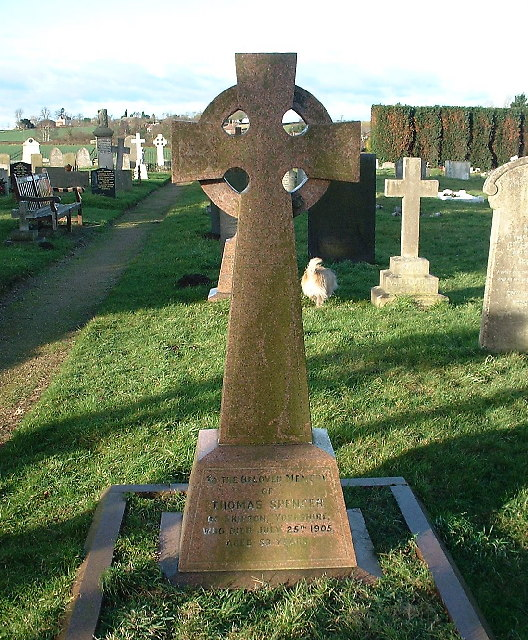
Могила Спенсера в Виллингтоне, Стаффордшир